# Puhkurijärvi
Puhkurijärvi är en sjö i Övertorneå kommun i Norrbotten och ingår i Torneälvens huvudavrinningsområde. Sjön har en area på 0,205 kvadratkilometer och ligger 92,1 meter över havet. Puhkurijärvi ligger i Torne och Kalix älvsystem Natura 2000-område.

## Delavrinningsområde
Puhkurijärvi ingår i det delavrinningsområde (737459-184454) som SMHI kallar för Inloppet i Armasjärvi. Medelhöjden är 118 meter över havet och ytan är 16,47 kvadratkilometer. Räknas de 33 avrinningsområdena uppströms in blir den ackumulerade arean 417,58 kvadratkilometer. Armasjoki (Puostijoki) som avvattnar avrinningsområdet har biflödesordning 2, vilket innebär att vattnet flödar genom totalt 2 vattendrag innan det når havet efter 74 kilometer. Avrinningsområdet består mestadels av skog (94 procent). Avrinningsområdet har 0,21 kvadratkilometer vattenytor vilket ger det en sjöprocent på 1,2 procent.